# Tales from the Crypt
Tales from the Crypt (conocida en Hispanoamérica como Cuentos de la cripta o Cuentos de Ultratumba y en España como Historias de la cripta) es una serie de televisión estadounidense de antología que se basa en los cómics de terror de EC Comics creados por William Maxwell Gaines en los años 1950. La serie fue producida a lo largo de siete temporadas que reunieron un total de 93 episodios de unos 24 minutos cada uno.
Las siete temporadas fueron emitidas en la televisión estadounidense entre el 10 de febrero de 1989 y el 19 de julio de 1996.
Debido a que se emitió en HBO, un canal de televisión por cable premium, Tales from the Crypt no tuvo que ser censurada por los estándares y prácticas de la mayoría de las redes. Como resultado, HBO permitió que la serie incluyera contenido que no había aparecido en la mayoría de las series de televisión hasta ese momento, como violencia gráfica, blasfemias , actividad sexual y desnudez. Las repeticiones de la serie fueron editadas para cable básico, sindicación de transmisión y cuando las cadenas de transmisión Fox y CBS volvieron a emitir episodios a fines de la década de 1990. Si bien la serie comenzó a producirse en los Estados Unidos, la temporada final se filmó principalmente en el Reino Unido, lo que resultó en episodios que giraban en torno a personajes británicos.

## Reparto
Muchas caras conocidas de Hollywood actuaron ocasionalmente en esta serie: William Sadler, Patricia Arquette, Louise Fletcher, Carol Kane, Timothy Dalton, 
Kirk Douglas, Tim Curry, Frances Bay, Whoopi Goldberg, Steve Buscemi, Lea Thompson, Teri Hatcher, Demi Moore, Costas Mandylor, Brad Pitt, Lance Henriksen, Christopher Reeve, Martin Sheen, Dan Aykroyd, Michael J. Fox, Brooke Shields, Michael Ironside, Joe Pesci, Ewan McGregor, Tia Carrere, Doug Jones, Mark Dacascos, Tom Hanks, Kyle MacLachlan, Ernie Hudson, Daniel Craig, Zelda Rubinstein, John Rhys-Davies, William Hickey, Arnold Schwarzenegger, y Humprey Bogart (imitación) entre otros actores.

## Álbum

### Soundtrack
En 1991, Big Screen Records lanzó el álbum de la banda sonora de la serie con música variada. El álbum incluye música de 11 episodios y también la melodía de introducción "Crypt Jam" interpretada por The Cryptkeeper (John Kassir). Un vídeo musical de "Crypt Jam" fue filmada y lanzado como extra en Region 1 de la temporada 3 en formato DVD.
| Track | Title                             | Composer        | Length |
| ----- | --------------------------------- | --------------- | ------ |
| 01    | Tales from the Crypt (Main Title) | Danny Elfman    | 2:27   |
| 02    | Three's a Crowd                   | Jan Hammer      | 3:50   |
| 03    | Cutting Cards                     | James Horner    | 3:45   |
| 04    | Loved to Death                    | Jimmy Webb      | 3:19   |
| 05    | Dead Wait                         | David Mansfield | 4:04   |
| 06    | Undertaking Palor                 | Nicholas Pike   | 3:10   |
| 07    | Carrion Death                     | Bruce Broughton | 3:32   |
| 08    | Ventriloquist's Dummy             | Miles Goodman   | 3:32   |
| 09    | The Thing from the Grave          | David Newman    | 2:53   |
| 10    | The Man Who Was Death             | Ry Cooder       | 4:22   |
| 11    | Reluctant Vampire                 | Cliff Eidelman  | 3:50   |
| 12    | Deadline                          | Steve Bartek    | 3:32   |
| 13    | The Crypt Jam                     | Chuckii Booker  | 4:30   |

### Banda sonora
| Pista | Título                            | Compositor      | Duración |
| ----- | --------------------------------- | --------------- | -------- |
| 1     | Tales from the Crypt (Main Title) | Danny Elfman    | 2:27     |
| 2     | Three's a Crowd                   | Jan Hammer      | 3:50     |
| 3     | Cutting Cards                     | James Horner    | 3:45     |
| 4     | Loved to Death                    | Jimmy Webb      | 3:19     |
| 5     | Dead Wait                         | David Mansfield | 4:04     |
| 6     | Undertaking Palor                 | Nicholas Pike   | 3:10     |
| 7     | Carrion Death                     | Bruce Broughton | 3:32     |
| 8     | Ventriloquist's Dummy             | Miles Goodman   | 3:32     |
| 9     | The Thing from the Grave          | David Newman    | 2:53     |
| 10    | The Man Who Was Death             | Ry Cooder       | 4:22     |
| 11    | Reluctant Vampire                 | Cliff Eidelman  | 3:50     |
| 12    | Deadline                          | Steve Bartek    | 3:32     |
| 13    | The Crypt Jam                     | Chuckii Booker  | 4:30     |

### Have Yourself a Scary Little Christmas
| Pista | Título                                  | Duración |
| ----- | --------------------------------------- | -------- |
| 1     | Intro to Album                          | 0:51     |
| 2     | Deck the Halls with Parts of Charlie    | 1:55     |
| 3     | Juggle Bills                            | 3:17     |
| 4     | We Wish You'd Bury the Missus           | 2:20     |
| 5     | Moe Teitlebaum                          | 2:32     |
| 6     | A Christmas Card for the Cryptkeeper    | 0:51     |
| 7     | Christmas Rap                           | 3:22     |
| 8     | Intro to Cryptkeeper's Family Christmas | 0:32     |
| 9     | Cryptkeeper's Family Christmas          | 2:03     |
| 10    | 'Twas the Fright Before Christmas       | 3:55     |
| 11    | Twelve Days of Cryptmas                 | 3:42     |
| 12    | Intro to Revenge of the Cryptkeeper     | 0:24     |
| 13    | Revenge of the Cryptkeeper              | 2:18     |
| 14    | Have Yourself a Scary Little Christmas  | 2:21     |
| 15    | Should Old Cadavers Be Forgot           | 3:38     |

### Monsters of Metal
| Pista | Título                            | Intérprete    | Duración |
| ----- | --------------------------------- | ------------- | -------- |
| 1     | The Cryptkeeper Intro #1          | John Kassir   | 0:30     |
| 2     | Heaven and Hell                   | Black Sabbath | 6:54     |
| 3     | Creepy Feelings                   | Armored Saint | 5:21     |
| 4     | Five Magics                       | Megadeth      | 5:41     |
| 5     | The Cryptkeeper Intro #2          | John Kassir   | 0:14     |
| 6     | Cemetery Gates (Demon Knight)     | Pantera       | 5:47     |
| 7     | Eyes of a Stranger                | Queensrÿche   | 4:40     |
| 8     | Hallucinating                     | Apartment 26  | 3:40     |
| 9     | The Cryptkeeper Intro #3          | John Kassir   | 0:35     |
| 10    | Dead Inside                       | Arch Enemy    | 4:11     |
| 11    | Beyond the Realms of Death        | Judas Priest  | 6:53     |
| 12    | Snap Your Fingers, Snap Your Neck | Prong         | 4:12     |
| 13    | The Cryptkeeper Intro #4          | John Kassir   | 0:16     |
| 14    | Don't Talk to Strangers           | Dio           | 4:52     |
| 15    | Bordello of Blood                 | Anthrax       | 4:12     |
| 16    | The Bell Witch                    | Mercyful Fate | 4:34     |
| 17    | The Cryptkeeper Intro #5          | John Kassir   | 0:21     |
| 18    | Wolverine Blues                   | Entombed      | 2:10     |
| 19    | Hollow Ground                     | The Haunted   | 4:10     |
| 20    | Beyond the Black                  | Metal Church  | 6:22     |
| 21    | The Cryptkeeper Ending            | John Kassir   | 0:46     |

## Episodios
Cada episodio comienza con un recorrido de la cámara hacia la puerta de la mansión decrépita donde habita El Guardián de la Cripta. Una vez adentro la cámara recorre el vestíbulo y demás partes de la casa hasta entrar por un pasadizo que conduce por una escalera al sótano, donde de un ataúd despierta el Guardián con una risa desordenadamente macabra. Luego, hace una introducción (con juegos de palabras) sobre la historia que se presenta en el episodio, usualmente mientras busca el libro o la historia en sus páginas (cada vez que abre el libro, una de las página que se muestra tiene, en vez de palabras, una impresión de la portada del cómic de la serie original, correspondiente a la historia relatada). Al concluir cada episodio hace una sarcástica reflexión del relato.
El episodio "Usted, el Asesino" (1995) es uno de los primeros capítulos de televisión que usó efectos por computadora para insertar digitalmente a actores en un episodio. El episodio fue dirigido por Robert Zemeckis (el cual había dirigido Forrest Gump, ¿Quién engañó a Roger Rabbit?, la saga de Regreso al Futuro y La muerte os sienta tan bien, donde también utilizó efectos por computadora). Un imitador de Alfred Hitchcock apareció en un cameo al principio del episodio y otro, imitando a Humphrey Bogart, fueron los protagonista de esta historia. Como ambos hombres son leyendas del cine, sus apariciones hicieron al episodio muy conocido entre admiradores. Este episodio es también conocido por la aparición de Isabella Rossellini, quien parodiaba el papel de su madre, Ingrid Bergman (quien actuó en Casablanca junto con Humphrey Bogart).
Muy pocos episodios (sobre todo los de la primera temporada) están basados en historias del cómic "Tales from the Crypt".
En la primera temporada predominan historias de "The Haunt of Fear". En la segunda temporada hay historias sobre todo de "Shock Suspenstories" y en "Crime Suspenstories". Cuatro de sus historias fueron adaptadas en la Cuarta, Quinta y Sexta Temporada. Los relatos de "The Vault of Horror" aparecieron esporádicamente en toda la serie.

## Premios
Tales from the Crypt ganó los siguientes premios:
- 1991 Premio Golden Reel de los Editores de Sonido de Motion Picture para Mejor Edición de Sonido - Media Hora de Televisión - ADR
- 1992 Premio del Golden Reel de los Editores de Sonido de Motion Picture para Mejor Edición de Sonido - Episodios de Televisión - Efectos y Foley
- 1993 El premio Golden Reel de los editores de sonido de Motion Picture para la mejor edición de sonido - Episodios de televisión - Efectos y Foley
- 1994 Premio Eddie de los Editores de Cine Americano a la Mejor Edición de la Serie de Media Hora para la Televisión (para el episodio "Gente que vive en Brass Hearses")

### Nominaciones
- 1990 Premios Emmy al Mejor Actor Invitado en una Serie de Drama (William Hickey en el episodio "El Interruptor") 1991 Joven Premio Artista por Mejor Actor Joven en un Cable Especial (Mike Simmrin en el episodio "El Secreto")
- 1992 Premio Artios de Casting Society of America al Mejor Reparto de TV, Dramatic Episodic
- 1994 Premios Emmy por un logro individual excepcional en el maquillaje de una serie y actor destacado en una serie dramática (Kirk Douglas)
- 1994 Premio Eddie de los Editores de Cine Americano a la Mejor Edición de la Serie de Media Hora para la Televisión (para el episodio "The Lipreader")
- 1994 Premios Emmy para el actor invitado excepcional en una serie dramática (Tim Curry en el episodio "Death Of Some Salesman"), logro individual excepcional en diseño de vestuario para una serie y excepcional rendimiento individual en maquillaje para una serie
- 1994 Joven Premio Artista por Mejor Actor de Juventud Invitado en un programa de televisión (Raushan Hammond en el episodio "Gente que vive en Brass Hearses")
- 1995 Premios Emmy por logro individual excepcional en diseño de vestuario para una serie
- 1996 Premio a la Sociedad Americana de Cinematógrafos por el Logro Destacado en Cinematografía en Serie Regular (por el episodio "You Murderer")

## Spin-offs

### Piloto
En 1991, la cadena televisiva Fox emitió un piloto para Two-Fisted Tales, un Spin-off basado en los cómics de acción de los años 1950. Cuando Fox emitió el piloto los segmentos del Guardián de la Cripta fueron "clavados con tachuelas" en las tres historias (Amarillo, el Enfrentamiento, y el Rey del Camino), y HBO los controló como episodios de Historias de la Cripta.

### Películas basadas en la serie
En 1972, en Reino Unido, se realizó por primera vez una adaptación cinematográfica con el nombre Tales from the Crypt, una obra antológica compuesta por cinco historias enmarcadas dentro de una sexta historia de las cuales, a pesar de su nombre, solo dos pertenecían a la revista homónima.
Posteriormente, en Estados Unidos, se estrenaron dos películas, Demon Knight (1995) y Bordello of Blood (1996) están basadas en la serie, sin que ninguna de las dos tuviera mucho éxito. Una tercera película, El Ritual, fue estrenada en cines en 2001 pero no fue distribuida internacionalmente hasta 2006 cuando se lanzó una versión remasterizada en DVD.

### Tales from the Cryptkeeper
En los años 1990 la productora Nelvana desarrolló una serie animada para niños.